# 新潟県道393号礼拝長岡線
新潟県道393号礼拝長岡線（にいがたけんどう393ごう らいはいながおかせん）は、新潟県柏崎市西山町から刈羽村を経由して長岡市に至る、13.6 kmの県道である。

## 概要
以前は長岡街道と呼ばれていた道で、1878年（明治11年）の明治天皇の北陸地方訪問に合わせて曽地峠の整備が行われるまでは柏崎と長岡を結ぶ重要道路と位置付けられていた。

### 路線データ
- 起点：新潟県柏崎市西山町礼拝[3]
- 終点：新潟県長岡市田代[3]
- 距離：13.6 km[3]
- 実延長：柏崎市内は8.7297 km（2022年4月1日現在）[2]

## 路線状況

### 通称
- 以前は長岡街道と呼ばれていた[6]。

### 重複区間
- 新潟県道23号柏崎高浜堀之内線（柏崎市西山町坂田）[5]

### 道路施設

#### トンネル
- 沖見峠トンネル[3]
  - 柏崎市西山町と刈羽村を結ぶ、1081.4 mのトンネル[9]。2000年12月27日に開通[6]。仮称は妙法寺トンネルであったが、旧妙法寺峠は日本海を望めるため多くの人に「沖見嶺（とうげ）」と呼ばれた場所であること、良寛が「霞たつ 沖見嶺の 岩つつじ 誰織りそめし 唐錦（からにしき）かも」と詠んだことから沖見峠トンネルと名付けられた[3][8]。

#### 橋梁
- 油田橋[10]

### 交通量
| 区間                               | 区間距離（km） | 平成17年度 | 平成22年度 | 平成27年度 | 令和3年度 |
| ---------------------------------- | -------------- | ---------- | ---------- | ---------- | --------- |
| 寺泊西山線～国道116号              | 0.5            | 3,212      | 3,125      | 3,291      | 3,444     |
| 国道116号～柏崎高浜堀之内線        | 0.9            | 3,212      | 3,125      | 3,291      | 3,444     |
| 北陸自動車道～柏崎市・刈羽村境     | 7.4            | 0228       | 3,735      | 3,759      | 3,788     |
| 柏崎市・刈羽村境～刈羽村・長岡市境 | 3.7            | 1,048      | 1,003      | 3,759      | 3,788     |
| 刈羽村・長岡市境～国道8号          | 0.1            | 1,048      | 1,003      | 0906       | 0887      |

## 地理

### 通過する自治体
- 新潟県
  - 柏崎市 - 刈羽村 - 長岡市

### 接続する道路
| 接続する道路                 | 市町村名 | 所在地     | 出典  |
| ---------------------------- | -------- | ---------- | ----- |
| 新潟県道574号寺泊西山線      | 柏崎市   | 西山町礼拝 | [ 4 ] |
| 国道116号                    | 柏崎市   | 西山町池浦 | [ 4 ] |
| 新潟県道23号柏崎高浜堀之内線 | 柏崎市   | 西山町坂田 | [ 5 ] |
| 国道8号                      | 長岡市   | 田代       | [ 3 ] |

## 沿線
- 西山油田[6]
  - 新津油田、八橋油田とともに日本三大油田と呼ばれた[14]。